# L'Innocence (film)
Pour les articles homonymes, voir L'Innocence (roman) et Monster.
Pour plus de détails, voir Fiche technique et Distribution.
L'Innocence (怪物, Kaibutsu, litt. « Monstre ») est un film japonais réalisé par Hirokazu Kore-eda, sorti en 2023.
Le film se déroule au Japon. Dans une ville de province, un enfant se comporte de manière étrange. Au fur et à mesure que l’histoire se déroule à travers les yeux de la mère, de l’enseignant et de l’enfant, la vérité émerge progressivement. Chaque personnage du film pourrait à un degré variable être marqué du sceau de la figure du monstre, qui apparaît dans le film comme un reflet des angoisses sociales contemporaines.
Il est présenté en compétition au festival de Cannes 2023, où le long métrage reçoit le prix du scénario et la Queer Palm.

## Synopsis
Saori Mugino est une mère célibataire qui élève son fils de cinquième année, Minato. Il commence bientôt à présenter un comportement étrange, comme se couper les cheveux et rentrer à la maison avec une seule chaussure. Une nuit, Minato ne rentre pas du tout à la maison et après avoir appelé, Saori le trouve dans un tunnel ferroviaire abandonné. Saori commence à soupçonner l’enseignant de son fils, M. Hori, d’abuser de lui et confronte l’école à ce sujet. Elle est traitée froidement par l'administration, ce qui aboutit à des excuses fallacieuses de Hori. Lorsqu’elle interpelle directement Hori, celui-ci affirme que Minato est en fait en train d’intimider un autre élève nommé Yori. Saori visite la maison de Yori et, malgré son propre comportement étrange, il semble apprécier Minato. Hori est finalement renvoyé de l’école, mais revient quelques jours plus tard et Minato tombe dans un escalier en essayant de lui échapper. Hori se rend plus tard chez Saori et Minato pendant une tempête de pluie, mais Saori découvre que Minato a disparu.
Un flashback revient au début du film du point de vue de Hori. Il remarque que Minato présente un comportement perturbateur, comme jeter les affaires d’autres élèves dans la salle de classe et apparemment enfermer Yori dans une cabine de toilette. Hori visite également la maison de Yori, où il découvre que son père, Kiyotaka, est un alcoolique abusif. Lorsque Saori commence à se renseigner sur son fils, l'administration fait pression sur Hori pour qu’il les laisse s’en occuper afin de protéger la réputation de l’école, ce qui l’oblige finalement à démissionner. Après avoir été harcelé par des journalistes et quitté par sa petite amie, Hori retourne à l’école pour confronter Minato et envisage de sauter du toit de l’école après que le garçon est tombé dans les escaliers. Pendant la tempête de pluie, Hori remarque un motif dans les vieux devoirs de Yori qui semble épeler le nom de Minato. Réalisant que les deux garçons étaient en fait amoureux, Hori se précipite chez les Mugino pour s’excuser et lui assurer que rien ne va chez lui. Quand Saori lui dit que Minato a disparu, ils se rendent au tunnel du train pour le retrouver. Ils trouvent un wagon abandonné presque enterré dans la boue, mais ne voient que le poncho de Minato à l’intérieur.
Un dernier flashback commence du point de vue de Minato. Yori est régulièrement embêté par les autres garçons pour son comportement asocial et apparemment efféminé. Yori joue avec les cheveux de Minato, que ce dernier coupe ensuite impulsivement. Les deux garçons se rapprochent et Minato commence à le défendre contre d'autres petits tyrans, ce que Hori confond avec du harcèlement. Alors que les deux se rapprochent, Minato est affligé par le fait que ses sentiments deviennent romantiques et qu'il n'est pas un fils digne de son père. Une nuit, alors qu'il se rend chez Yori, Yori et Kiyotaka déclarent que Yori a été « guéri », bien que Yori se rétracte rapidement, ce qui provoque la colère de son père. Pendant l'orage, Minato trouve Yori abandonné tout habillé dans sa baignoire, couvert de bleus, et les deux s'échappent vers la voiture de chemin de fer abandonnée, devenue leur cachette. Quand la pluie arrête de tomber, ils émergent du fond de la voiture et se demandent s'ils sont réincarnés, et courent ensemble à travers un champ. Au loin, un chemin que les deux voulaient emprunter plus tôt et qui était fermé par une barrière est désormais libre, sans aucune entrave.

## Fiche technique
Sauf indication contraire, les informations mentionnées dans cette section peuvent être confirmées par la base de données cinématographiques IMDb,  présente dans la section « Liens externes ».
- Titre original : 怪物
- Titre français : L'Innocence
- Réalisation : Hirokazu Kore-eda
- Scénario : Yūji Sakamoto
- Musique : Ryūichi Sakamoto
- Décors : Keiko Mitsumatsu
- Costumes : Kazuko Kurosawa
- Photographie : Ryūto Kondō
- Son : Akihiko Okase, Kazuhiko Tomita
- Montage : Hirokazu Kore-eda
- Production : Genki Kawamura et Kenji Yamada
- Société de production : AOI Pro
- Société de distribution : Le Pacte
- Pays de production :  Japon
- Langue originale : japonais
- Format : couleur - son Dolby Digital
- Genre : drame, thriller
- Dates de sortie :
  - France : 17 mai 2023 (festival de Cannes) ; 27 décembre 2023 (sortie nationale)[3]
  - Japon : 2 juin 2023[4]

## Distribution
- Sakura Andō (VF : Sophie O) : Saori Mugino, mère célibataire
- Eita Nagayama (VF : Michel Barrio) : Michitoshi Hori, l'enseignant de Minato et Yori
- Sōya Kurokawa (VF : Pol Goldstein) : Minato Mugino, fils de Saori
- Hinata Hiiragi (VF : Lucas Lafforgue-Hubert) : Yori Hoshikawa, camarade de Minato
- Yūko Tanaka (VF : Sylvie Santelli) : Makiko Fushimi, directrice
- Mitsuki Takahata : Hirona, petite-amie de Michitoshi Hori
- Shidō Nakamura : Kiyotaka, père célibataire de Yori
- Akihiro Kakuta (VF : Michaël Cermeno) : le professeur Shoda

## Production

### Développement
Il s'agit du premier film de Hirokazu Kore-eda dans l'archipel depuis Une affaire de famille. Le film est écrit par l'auteur Yūji Sakamoto qui travailla pour la télévision, soit le premier long métrage que Kore-Eda n'a pas scénarisé depuis Maborosi.

### Tournage
Le tournage a lieu dans la préfecture de Nagano, dont les villes Suwa (d'où l'ancienne école Johoku, le parc Tateishi et l'hôpital de la Croix-Rouge), Okaya (d'où la société Tabimachi Gate Hiroshima et la rue Dogakan), Fujimi (d'où le train abandonné sur la base secrète étant mis en place près du vieux tunnel de Sezawa et le pont de la rivière Tateba) et Shimosuwa (d’où les nettoyeurs de momose[Quoi ?]), entre le 19 mars et le 12 mai, puis entre le 23 juillet et le 12 août 2022,,.
Environ 700 élèves d'école primaire y ont participé en tant que figurants.

### Musique
La bande originale est composée par Ryūichi Sakamoto dont c'est l'une des dernières compositions. Il meurt en mars 2023 avant la sortie du film qui lui est dédié[réf. nécessaire].
Liste de pistes
1. 20220207 (7:02)
2. Monster 1 (3:56)
3. hwit (6:30)
4. Monster 2 (2:55)
5. 20220302 (2:51)
6. hibari (9:03)
7. Aqua (4:33)

## Accueil

### Sortie
En juin 2023, la société de distribution Le Pacte annonce la sortie du film dans les salles françaises pour le 27 décembre 2023.

### Critiques
Sur le site agrégateur d'avis Rotten Tomatoes, L'Innocence obtient un taux d'approbation de 96 %, basé sur 131 avis critiques avec une note moyenne de 8.1⁄10. Le consensus des critiques du site se lit comme suit : « Doucement dévastateur dans sa compassion, L'Innocence est un chef-d'œuvre de perspectives changeantes qui surprend jusqu'à la fin ». Metacritic, qui utilise une moyenne pondérée, a attribué une note de 79⁄100 sur la base de 34 critiques, indiquant reconnaissance « généralement favorable ».
Critique du film après sa première cannoise, Peter Bradshaw de The Guardian lui attribue 4 étoiles sur 5, le considérant comme « un film créé avec une grande intelligence morale et humaine ». Alissa Wilkinson de Vox a loué la maîtrise de Kore-eda dans la direction de spectacles pour enfants.

## Structure
Le film adopte une structure similaire à celle de Rashōmon qui consiste à raconter la même histoire avec plusieurs points de vue successifs,.

## Distinctions

### Récompenses
- Festival de Cannes 2023 :
  - Queer Palm[2],[17]
  - Prix du scénario

### Sélection
- Festival du film de Sydney 2023